# Kursächsischer Viertelmeilenstein Johanngeorgenstadt

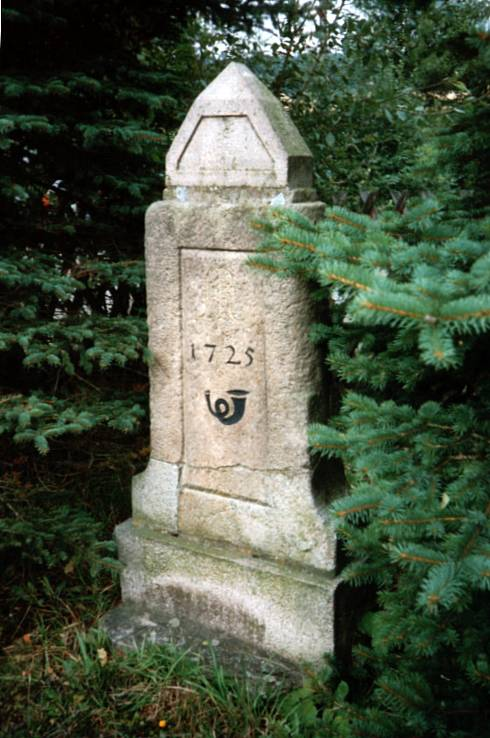
Viertelmeilenstein in Johanngeorgenstadt

Der denkmalgeschützte Viertelmeilenstein Johanngeorgenstadt gehört zu den kursächsischen Postmeilensäulen, die im Auftrag des Kurfürsten Friedrich August I. von Sachsen durch den Land- und Grenzkommissar Adam Friedrich Zürner in der ersten Hälfte des 18. Jahrhunderts im Kurfürstentum Sachsen errichtet worden sind. Er befindet sich an der Bushaltestelle neben der Gaststätte Waldesruh an der Eibenstocker Straße im Ortsteil Steinbach der westerzgebirgischen Stadt Johanngeorgenstadt im Erzgebirgskreis.

## Geschichte

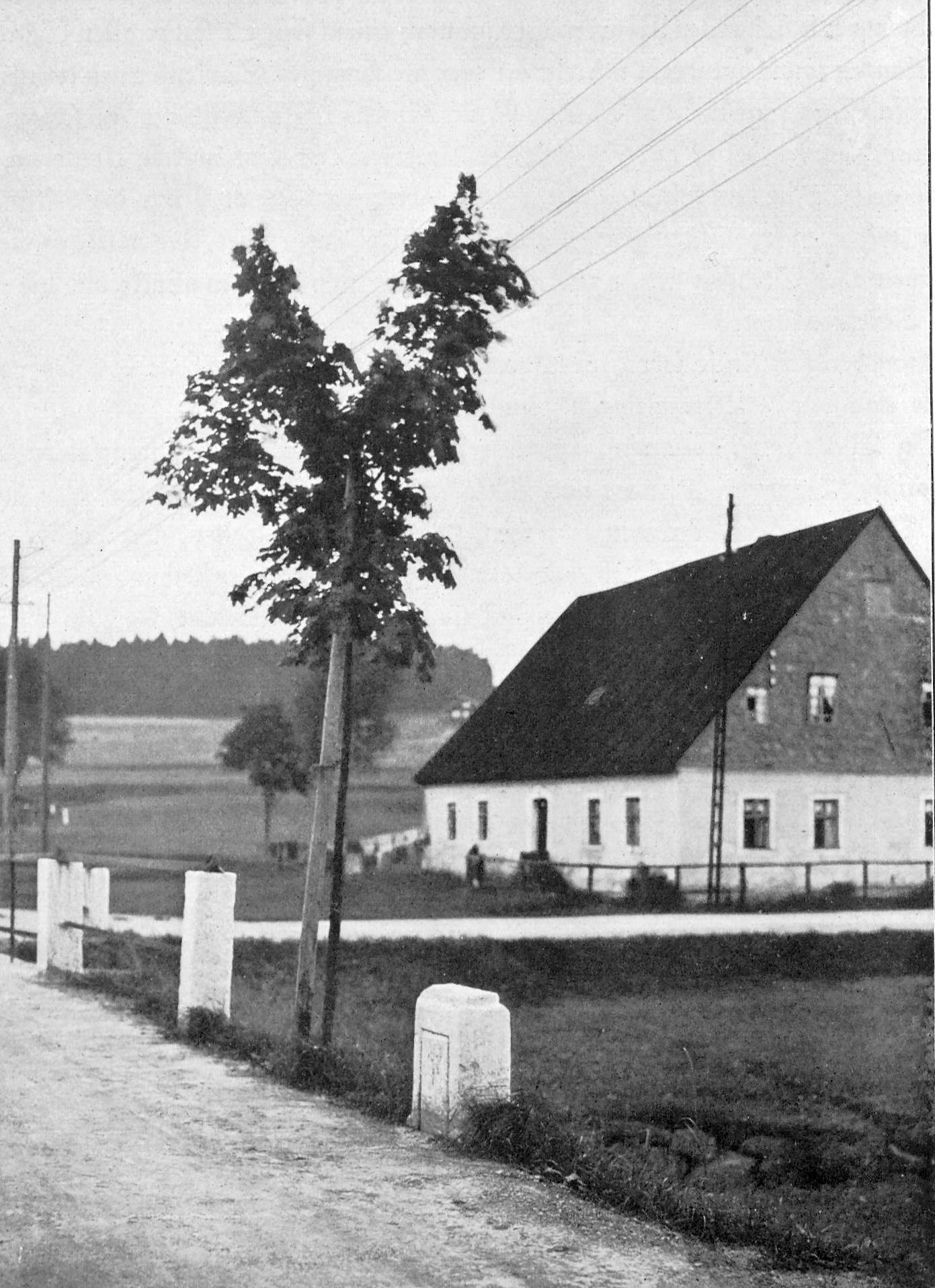
Ansicht 1930

Johanngeorgenstadt erhielt als eine der ersten Städte im Kurfürstentum Sachsen 1725 eine Ganz-, eine Halbmeilensäule und einen Viertelmeilenstein. Die Standorte dafür hatte Zürner im November 1722 persönlich festgelegt. Der Viertelmeilenstein Nr. 55 befand sich 13¾ Meilen von Leipzig entfernt und sollte seinen Standort an Schallbrücken nach dem Königl. Holtze bey einen Streuchlein auf J.-G.Städter Erb-Refier hinter Steinbach nach dem lezten Pochwerck lincker Hand erhalten. Den Auftrag für die Fertigung dieses Säule übernahm der Steinmetzmeister Geilsdorff aus Zwickau. Die Bezahlung erfolgte aus der städtischen Ratskasse.
Der Viertelmeilenstein blieb auch nach der Einführung des neuen Meilenmaßes nach 1840 an seinem alten Standort unweit der Brücke über den Steinbach. Als er durch die Nähe zur Straße mehrmals angefahren wurde, erhielt er an besagter Bushaltestelle im Mai 1971 seinen neuen geschützten Platz.